# Anđela Šešlija
Anđela Šešlija (* 15. September 1995 in St. Joseph, Minnesota) ist eine bosnisch-amerikanische Fußballspielerin.

## Leben
Šešlija wurde als Tochter bosnischer Einwanderer in St. Joseph, Minnesota geboren und besuchte unter anderem die Apollo High School in St. Cloud, Minnesota.

### Karriere
Šešlija begann ihre Karriere im Womens Soccer Team der St. Cloud Apollo Eagles, dem Athletic team der Apollo High School. Im Sommer 2011 kehrte sie in das Land ihrer Vorfahren zurück und spielt seitdem für SFK 2000 Sarajevo.

### International
Šešlija gab im Alter von 17 Jahren ihr A-Länderspiel Debüt für die Bosnisch-herzegowinische Fußballnationalmannschaft der Frauen gegen die Italienische Fußballnationalmannschaft der Frauen in der Fußball-Europameisterschaft der Frauen 2013 Qualifikation.